# Tockoje
Tockoje – wieś w Rosji, w obwodzie orenburskim, nad Samarą (l. dopływ Wołgi). Kilka kilometrów dalej znajduje się nieco większe osiedle typu miejskiego Tockoje Drugie (Tockoje Wtaroje) i Poligon Tockoje.
W czasie II wojny światowej (wrzesień 1941-styczeń 1942) w Tockoje formowała się polska 6 Dywizja Piechoty pod dowództwem gen. Michała Tokarzewskiego-Karaszewicza. Funkcję komendanta Placu w Tockoje pełnił płk kaw. Roman Józef Safar, a komendanta Uzupełnień Nr 1 mjr piech. st. spocz. Witold Zubkowski-Okołow.
W Tockoje znajduje się pomnik ku czci żołnierzy polskich.